# Tsurigasaki Surfing Beach
Der Tsurigasaki Surfing Beach ist ein Strand zum Surfen in der Stadt Ichinomiya im Landkreis Chōsei der japanischen Präfektur Chiba.
Der Strand befindet sich am circa 60 Kilometer langen Kujūkuri-hama (九十九里浜, „Kujūkuri-Strand“ oder „-Küste“, englisch Kujukuri Beach) im Präfekturnaturpark Kujūkuri in der Region Sotobō  von Chiba (=dem Pazifik zugewandte Außenseite der Bōsō-Halbinsel im Gegensatz zur „Innenseite“, Uchibō). Dort kommt es zu sehr dynamischen Wellen, die sich verschiedenen Ansichten nach zum Surfen eignen.
Am Tsurigaski Surfing Beach findet jedes Jahr im September das traditionelle Fest Kazusa Junisha Matsuri statt.
Während den Olympischen Sommerspielen 2020 in Tokio, die wegen der COVID-19-Pandemie erst 2021 stattfanden, wurden hier zum ersten Mal in der Olympischen Geschichte Surfwettbewerbe ausgetragen.